# Ogrezeni
Ogrezeni – wieś w Rumunii, w okręgu Giurgiu, w gminie Ogrezeni. W 2011 roku liczyła 3949 mieszkańców.